# Tropobracon comorensis
Tropobracon comorensis är en stekelart som beskrevs av Van Achterberg 1993. Tropobracon comorensis ingår i släktet Tropobracon och familjen bracksteklar. Inga underarter finns listade i Catalogue of Life.